# Ocsou
Ocsou (egyszerűsített kínai írással: 鄂州, pinjin: Èzhōu) prefektúra szintű város Kínában, Hupej tartományban. Lakosainak száma 1 079 353 fő (2020).

## Népesség
| 2019 | 1 059 700 |
| 2020 | 1 079 353 |

## Közlekedés

### Légi
Nemzetközi repülőtere az Ocsoui nemzetközi repülőtér.

## Testvérvárosok
- Dnyipro
- Whyalla
- Szandzsó
- Abengourou